# سيلفيان جورج
سيلفيان جورج (بالفرنسية: Sylvain Georges)‏ هو دراج فرنسي، ولد في 1 مايو 1984 في Beaumont, Puy-de-Dôme ‏ في فرنسا.

## وصلات خارجية
- سيلفيان جورج على موقع أرشيف الدراجات (الإنجليزية)
- سيلفيان جورج على موقع إحصائيات الدراجات الإحترافية (الإنجليزية)
- سيلفيان جورج على موقع نسبة الدراجات (الإنجليزية)